# Шёнбюэль
Шёнбюэль (нем. Schloss Schönbühel) — замок в населённом пункте Шёнбюэль-ан-дер-Донау торговой общины Шёнбюэль-Агсбах, относящейся к округу Мельк в составе федеральной земли Нижняя Австрия на северо-востоке Австрии. Замок заложен в XII веке на 40-метровом скальном выступе правого берега Дуная. Современный вид замок получил после перестройки в первой половине XIX века. Находится в частной собственности.